# Tapajós

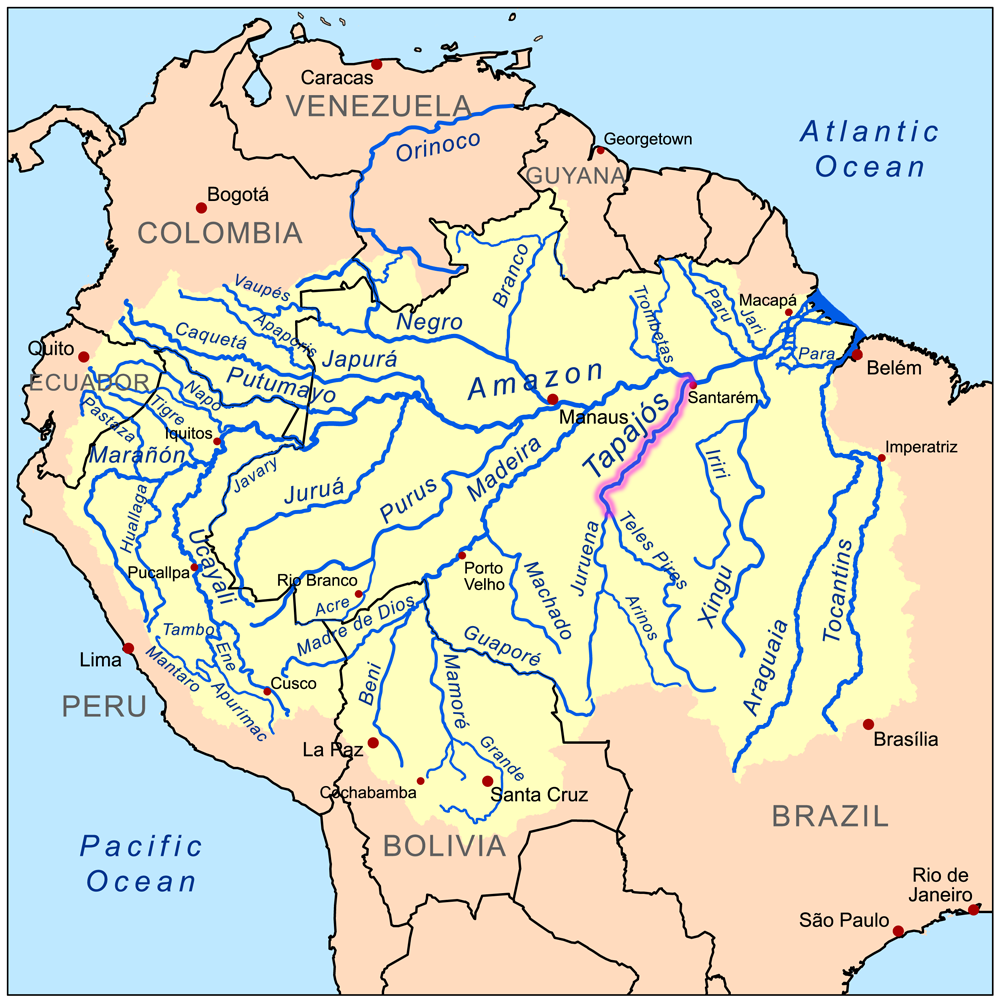

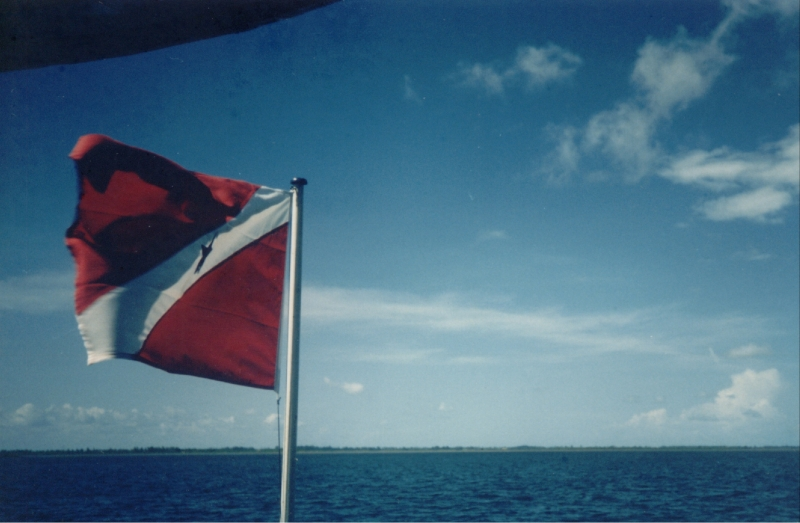
W tle widoczna rzeka Tapajós

Tapajós – jedna z głównych rzek Brazylii, płynąca w jej północnej części. Jest to jedna z największych rzek kraju. Tapajós wpływa do Amazonki. Długość rzeki według różnych źródeł wynosi 900-1300 km.